# Depilação

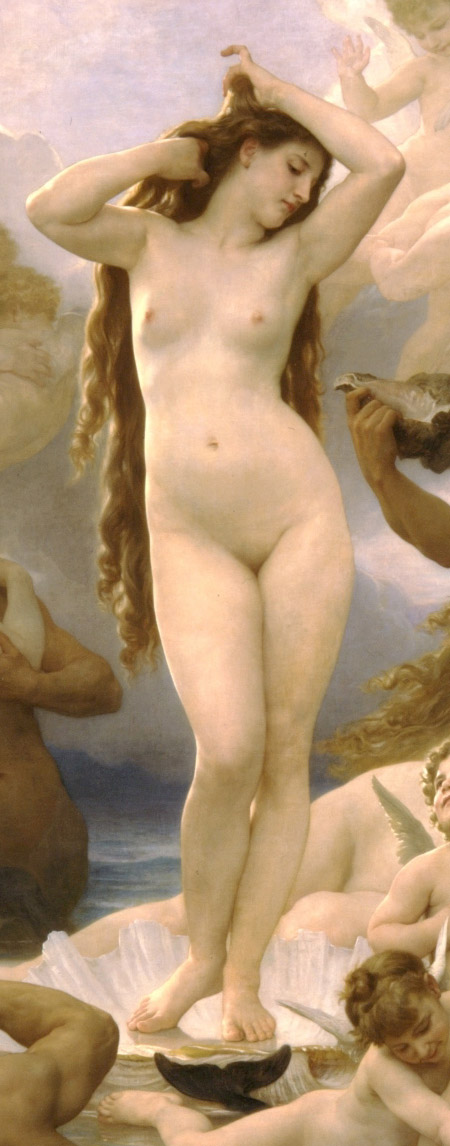
Corpo totalmente sem pelos pintado por William-Adolphe Bouguereau em 1879.

A depilação consiste na extração intencional de pelos e/ou cabelos do corpo de forma definitiva ou temporária.

## História
Há tempos, pessoas em diversas sociedades procuram eliminar o excesso de pelos e lanugens, para fins estéticos (...) e para higiene pessoal. A história nos revela que em 1500 a.C. os homens já removiam os pelos com um depilador feito de sangue de diversos animais, gordura de hipopótamo, carcaça de tartaruga e trissulfeto de antimônio.
Os romanos também se referem a composições depiladoras, algumas das quais continham soda cáustica como destacado ingrediente. Cleópatra tirava seus tão indesejáveis pelos com faixas de tecidos finos banhados em cera quente. Os romanos associavam a pele lisa e sem pelos à classe e pureza. 
Na Idade Média, a Igreja católica, ao promover a virtude da temperança com suas virtudes anexas da modéstia, humildade, pudor e castidade, esperava que as mulheres católicas mantivessem os pelos como uma forma de feminilidade, mas que os escondessem em público.
A noção moderna de que os pelos do corpo não eram atraentes pode ser rastreada até o livro de Charles Darwin, 'Descendência do Homem' (1871), de acordo com pesquisadora Rebecca Herzig em 'Plucked A History Of Hair Removal'. Segundo Herzig, a famosa teoria de Darwin associou os pelos do corpo a formas primitivas e menos desenvolvidas de nossos ancestrais, e ele associou a pele lisinha à evolução e à atratividade. Cientistas do século XIX começaram a vincular pelos - quase sempre os femininos - a doenças, loucura e outras conotações terríveis. Com isso começou a primeira enorme onda de pressão social pela depilação feminina.
No início do século XX, a pele sem pelos já dominava a América branca das classes média e alta como um olhar distinto de feminilidade. Remover os pelos corporais era uma maneira de se diferenciar da classe baixa.
A partir de 1915, através de ações de marketing, empresas como a prestigiada Harper's Bazaar e a famosa Gillette, começaram a promover campanhas sobre a 'necessidade' das mulheres depilarem as axilas para 'resolver um problema pessoal embaraçoso'. No entanto, foi só a partir da Segunda Guerra Mundial em 1945 que com vestidos sem mangas, roupas de banho de fundos menores e mais cavados, bainhas mais curtas e falta de meias de nylon a remoção de pelos nas axilas e pernas passou a popularizar entre as mulheres. Em 1953, com a estreia da revista Playboy, mulheres depiladas e com pouca roupa foram associadas à sensualidade e, em já em 1964, 98% das mulheres americanas entre 15 e 44 anos estavam raspando as pernas regularmente.
Na década de 1970, o conceito 'sexo vende' estava em alta na cultura pop, e a crescente popularidade dos métodos de depilação e pornografia fez com que as pessoas começassem a ficar bastante criativas e exibicionistas em relação aos pelos pubianos. Em 1987, sete irmãs brasileiras abriram um salão na cidade de Nova York e lançaram a 'Brazilian wax', a depilação íntima 'brasileira' que envolve a remoção de todos os pelos genitais. Celebridades como a top Naomi Campbell começaram a fazer e virou moda. Depilação começou a se tornar sinônimo de estar 'limpa'. A conotação negativa dos pelos corporais mostrou-se tão forte que as pessoas começaram a buscar o uso de novos métodos. No entanto, em muitas partes da Ásia, remover ou aparar pelos pubianos não é comum como no Ocidente. Na Coreia, os pelos pubianos são considerados um sinal de fertilidade.
Nos anos 2010, uma consciência mais profunda das restrições que cercam o corpo das mulheres, bem como do feminismo, gênero e sexualidade, inspirou uma algumas mulheres a reagir contra esses estigmas. Algumas mulheres famosas começaram a postar mais fotos com os pelos corporais, e até a Harper's Bazaar publicou material com a modelo Emily Ratajkowski com axilas não barbeadas. Marcas de barbear femininas recém-lançadas, como a Billie, também estão defendendo a liberdade de escolha. Suas campanhas retratam diversos grupos de mulheres com diferentes níveis de pelos corporais.

Distribuição dos pelos no corpo humano em homens e mulheres; regiões geralmente depiladas.

## Depilação temporária

### Threading(Depilação com Linha)
Consiste em retirar os pelos com uma linha de algodão, apenas entrelaçando-a e deslizando sobre a pele, retirando os pelos pela raiz. Esta técnica já muito antiga, é oriunda do Sul Asiático e Médio Oriente. É aconselhável a pessoas que possuam uma pele mais sensível, pois não corta, não queima, não provoca reacções alérgicas, é menos dolorosa, e não cria borbulhas nem irritações após a depilação. Ao contrário da cera, que dilata o músculo fazendo-o descair. Podemos ainda beneficiar-nos com o Threading do retardamento notável do crescimento do pelo após as 3 primeiras sessões, ajudando ainda a desencravar pelos, uma vez que a linha, ao deslizar sobre a pele, promove o efeito de esfoliação, aclarando a pele e deixando-a muito suave. Para sobrancelhas, a técnica é muito mais delineadora, oferecendo um resultado perfeito.
Esta técnica conta actualmente com um enorme sucesso, principalmente em países como Inglaterra, Estados Unidos e Brasil.
Em Portugal, foi introduzida recentemente pela empresa especialista em Threading e styling de sobrancelhas, a WINK.

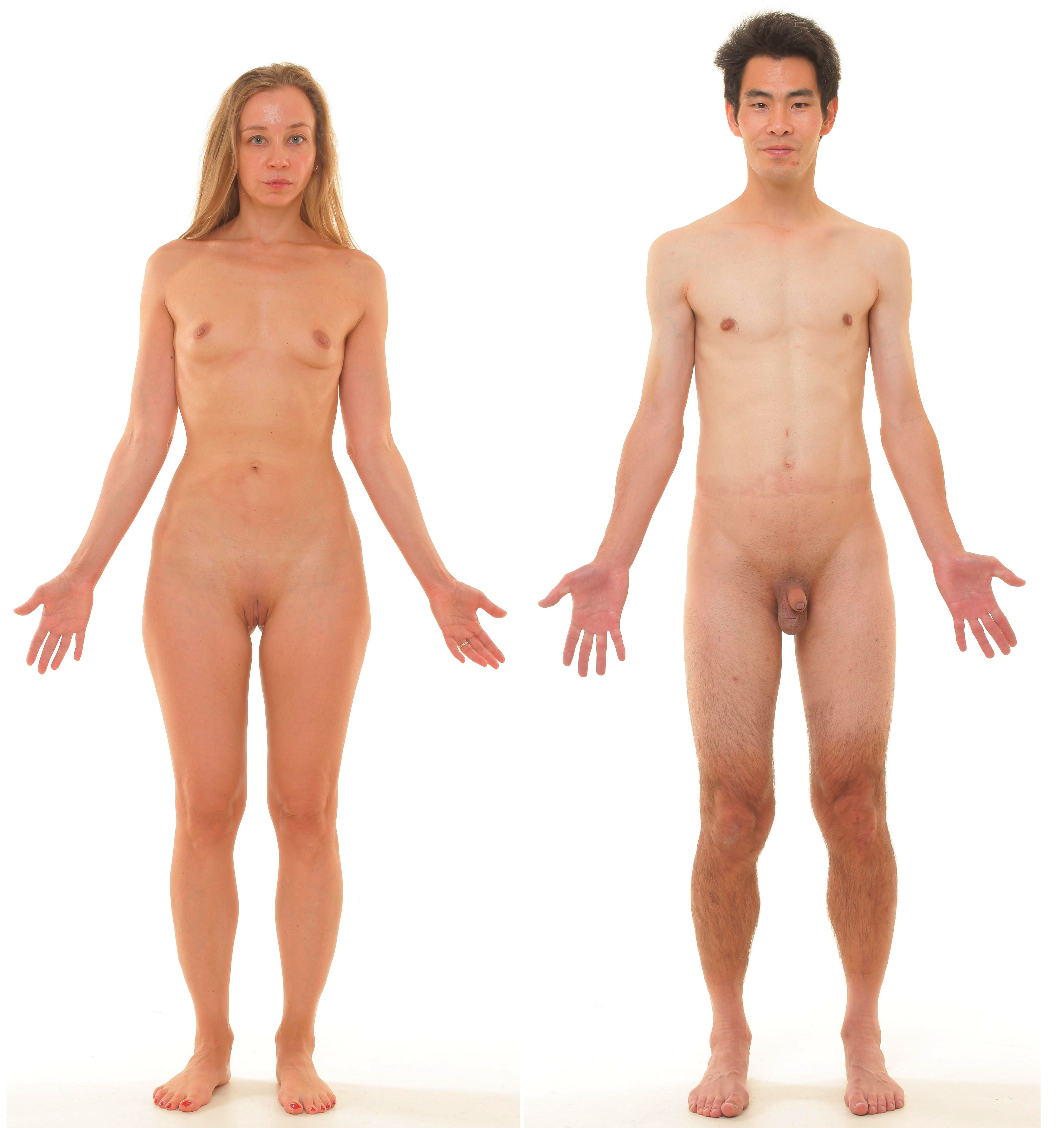
Corpo humano com pelos removidos.

### Cera
Consiste em grudar uma cera especial na pele e puxar, retirando, assim, os pelos. A cera pode tanto ser comprada em perfumarias e farmácias como pode ser feita em casa com ingredientes como mel e limão. Existem 2 tipos de cera. A cera fria é mais prática, porém, não tão eficaz. Basta a pessoa esquentá-la com as mãos por 10 segundos, grudar nos pelos e retirá-la. A cera quente dá um pouco mais de trabalho, porém é o melhor de todos os métodos existentes para a retirada de pelos. Deve-se pegar a cera e colocá-la num recipiente onde se possa esquentá-la bastante. Em seguida, ainda bem quente, coloca-se-a no local e retiram-se os pelos. 
Não pode ser usada fria pois, assim, perde completamente a sua eficácia. Também não é recomendado que se reutilize a cera depois de esquentada. Apesar de ser o melhor método de depilação, tanto a cera quente como a fria irritam muito a pele, devendo-se sempre consultar um dermatologista antes de usá-las. Em ambos os casos, os pelos são retirados pela raiz. Sendo assim, a cada vez que você faz a depilação, os pelos nascem mais fracos e finos, porém essa diminuição só pode ser considerada significativa depois de muitos anos de depilação.
O ideal é fazer uma esfoliação na pele dias antes da depilação, devendo, com isso, facilitar a remoção dos pelos encravados. Após a depilação, é necessário massagear a pele com um gel calmante para aliviar o vermelhão desta. Essa irritação deverá desaparecer em alguns minutos. Se persistir, é porque deve ter ocorrido reação alérgica: neste caso, aconselha-se procurar um dermatologista.

### Creme depilatório
Consiste num creme com composições químicas que deixa o pelo "mole", ficando, assim, fácil a retirada. Deve-se pegar o creme e passar de forma generosa por todo o local onde deseja-se retirar os pelos. Depois disso, aguardar cerca de 10 minutos e tirar com uma espátula, esponja ou toalha úmida. Deve-se, antes, fazer um teste em uma pequena área para saber se sua pele é sensível ao produto. A não ser que sua pele seja extremamente sensível ou tenha alergia a algum componente do produto, este é o único método em que não há irritação na pele. Apesar de não haver irritação, este é o pior método de depilação, pois os pelos não são tirados da raiz e, sendo assim, crescem bem mais depressa que os outros métodos e não diminuem os pelos. É o único método em que não há dor na retirada dos pelos.

### Depilador elétrico
Consiste em retirar os pelos em um aparelho que é formado por diversas pinças metálicas. Ele retira os pelos pela raiz e é tão eficaz quanto a cera quente ou a fria. Não irrita tanto a pele como a cera, porém, dói muito.

## Depilação duradoura
Quanto à depilação definitiva, os dois únicos processos comprovadamente eficientes são a depilação a laser e a queima do pelo por um processo denominado eletrólise, além do método mais recente, da depilação à luz pulsada.

### Depilação a luz pulsada
Método desenvolvido na década de 2000, consiste na exposição à luz intensa pulsada por um aparelho que emite  vários tipos de luzes, de comprimentos e ondas diferentes.

## Epilação
A epilação, diversas vezes confundida com a depilação, difere desta última pelo facto de ocorrer quando o pelo é extraído completamente (por inteiro), incluindo a parte que se encontra abaixo da superfície da pele, denominado folículo piloso.